# Gerwasia pittieriana
Gerwasia pittieriana är en svampart som först beskrevs av Henn., och fick sitt nu gällande namn av León-Gall. & Cummins 1981. Gerwasia pittieriana ingår i släktet Gerwasia och familjen Phragmidiaceae.   Inga underarter finns listade i Catalogue of Life.